# Сент-Аман-Монрон
Сент-Ама́н-Монро́н (фр. Saint-Amand-Montrond ) — город и коммуна во французском департаменте Шер, административный центр округа Сент-Аман-Монрон и кантона Сент-Аман-Монрон.

## Географическое положение
Сент-Аман-Монрон лежит на восточном берегу реки Шер, отделяющей его от коммуны Орваль. Через реку проложены два моста. В центре города в Шер впадает река Марманд и судоходный Канал-де-Берри.
Сент-Аман-Монрон находится на Лиможской дороге Пути святого Иакова.

## Экономика и промышленность
Наряду с сельским хозяйством развито производство украшений, в т. ч. золотых, и книгопечатание.

## Достопримечательности
- цистерцианское аббатство Нуарлак
- руины замка Монрон (XIII век)
- замок Ла-Феролль
- церковь святого Аманда (XI век)
- несколько старинных домов

## Города-побратимы
- Риобамба, Эквадор
- Ноттульн, Германия
- Отвоцк, Польша

## Знаменитые земляки
- Луи Лекуан (1888—1971) — французский общественный деятель, анархист и пацифист.
- Морис Папон (1910—2007) — мэр города (1971—1983), французский коллаборационист.